# 整形水
『整形水』（せいけいすい）は、2020年の韓国のアニメホラー映画。PG-12指定作品。
オ・ソンデによる、日本ではLINEマンガで配信のオムニバス漫画『奇々怪々』中の1編を原作としている。ルッキズムやそれに伴う整形問題を扱った作品。

## ストーリー
人気タレントのミリのメイクを担当しているイェジは、小さい頃から外見に強いコンプレックスを持っている。ミリからは外見を理由に理不尽ないじめを受けており、ふとした偶然でTV番組に出演すると、自分への悪意ある書き込みでイェジは自暴自棄になる。そしてある日、巷で噂になっている“整形水”がイェジの元へ届けられる。それは、顔を浸せば、自らの手で自由自在に思い通りの容姿へと変えることができてしまう奇跡の水で、後遺症も副作用もない。全く新しい人生を歩むために美しくなりたいとの欲望に駆られ、イェジは“整形水”を試すことを決意する。それからしばらくして、周囲で不審な出来事が起こり始める。

## キャスト
| 役名               | 俳優               | 日本語吹替   |
| ------------------ | ------------------ | ------------ |
| イェジ／ソレ       | ムン・ナムスク     | 沢城みゆき   |
| ジフン             | チャン・ミンヒョク | 諏訪部順一   |
| ミリ               | キム・ボヨン       | 上坂すみれ   |
| キム（マネージャ） | チェ・スンフン     | 日野聡       |
| 施術者             | チョ・ヒョンジョン | たかはし智秋 |
| イェジの母         | カン・シヒョン     | 杉村理加     |
| イェジの父         | キム・ソヒョン     | 根本泰彦     |

## スタッフ
- 監督: チョ・ギョンフン
- 原作: オ・ソンデ（英語版）
- 脚本: イ・ハンビン
- 音楽: ホン・デソン

日本語版
- 演出: 松岡裕紀
- 翻訳: 小西朋子
- 台本: いずみつかさ
- 録音・調整: 門倉徹、下總裕
- スタジオ: スタジオ・エコー、TOHOスタジオ
- 制作: 村井亨子、木田早香
- DCPマスタリング: アウラ